# Концерт для кларнета с оркестром
Концерт для кларнета с оркестром ― произведение в форме сонатно-симфонического цикла, написанное для кларнета в сопровождении оркестра.
Альберт Райс указывает в качестве самого раннего из известных концертов для кларнета сочинение Антонио Паганелли, написанное около 1733 года и обозначенное как Concerto per Clareto (хотя возможно, оно предназначалось для шалюмо). Ранее кларнет в качестве одного из солирующих инструментов использовался в жанре кончерто гроссо (в частности, Иоганном Валентином Ратгебером в 1728 году). Первые концерты, предназначавшиеся непосредственно для кларнета, были написаны в середине 1750-х годов Иоганном Мельхиором Мольтером. Появление во второй половине XVIII века виртуозных исполнителей на кларнете вызвало к жизни многочисленные концерты, написанные известными композиторами и самими кларнетистами. Знаковым сочинением этого периода является Концерт Вольфганга Амадея Моцарта (1791), посвящённый Антону Штадлеру.
Начало эпохи романтизма ознаменовалось появлением концертов Карла Марии фон Вебера, написанных в 1811 году для Генриха Йозефа Бермана, и Луи Шпора ― для Иоганна Симона Хермштедта. Эти сочинения входят в репертуар кларнетистов до наших дней. Затем интерес композиторов к жанру концерта для кларнета резко снизился, и лишь с начала XX века композиторы вновь начали создавать такие произведения, среди которых наиболее известны концерты:
- Макса Бруха (1911, с альтом)
- Карла Нильсена (1928)
- Игоря Стравинского («Эбони-концерт»; 1945)
- Пауля Хиндемита (1947)
- Аарона Копленда (1948)
- Малкольма Арнолда (1949, 1951, 1974)
- Джеральда Финци (1949)
- Сергея Василенко (1953)
- Бориса Чайковского (1957)
- Уолтера Пистона (1967)
- Эдисона Денисова (1989)